# Théodore Stephani

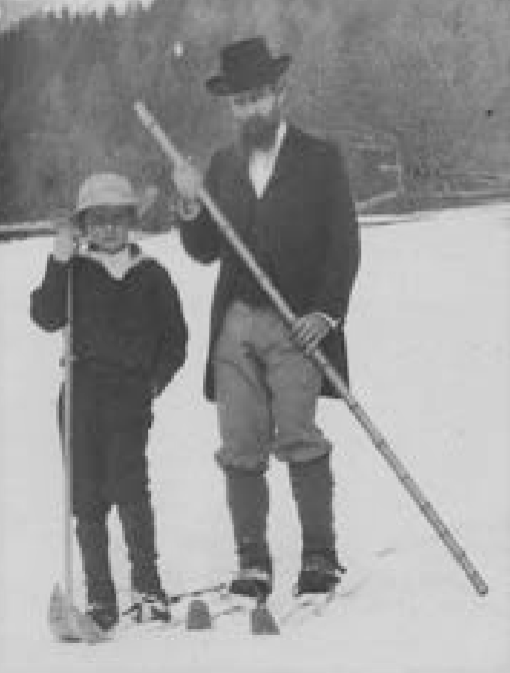
Théodore Stephani um 1900

Théodore Stephani (* 1868 in Eaux-Vives, Genf; † 17. Dezember 1951 in Crans-Montana) war ein Schweizer Mediziner, der den Luftkurort Crans-Montana begründete.

## Leben
Théodore Stephani wuchs in Genf auf, wo er an der medizinischen Fakultät der Universität Genf studierte. Nach dem Studium war er Cully im Kanton Waadt als Arzt tätig. 1896 übernahm er die Stelle als Lungenfacharzt (Pneumo Phthysiologe) im «Hôtel du Mont-Blanc» im noch jungen Luftkurort Leysin. Ein Teil des Hotels war in ein Sanatorium umgewandelt worden, damit es sowohl Touristen als auch Patienten beherbergen konnte.
Damals hatte das neue Fachgebiet des Lungenarztes etwa 50 Vertreter in den Höhenkurorten in Westeuropa und die Luftkur war die einzige Behandlungsmöglichkeit für die Lungentuberkulose. Er war von Henri Burnier, dem medizinischen Direktor des Grand Hotels und des Hotels Mont Blanc in Leysin angestellt worden, der 1897 von einem Patienten im Affekt erschossen wurde.
Nachdem er diesem Attentat knapp entkommen war, verlor Stephani seinen Arbeitsplatz. Er ging 1897 mit zehn seiner Patienten nach Montana, weil es im oberen Wallis weniger Nebel hat, als in Leysin, das nahe beim Genfersee liegt. Stephani kam aufgrund seiner Beobachtungen über die meteorologischen Wetterbedingungen zur Ansicht, dass Montana mit mehr als 2200 Stunden jährlichem Sonnenschein bessere klimatischen Bedingungen für die Luftkur hatte, als Leysin oder der Luftkurort Davos.

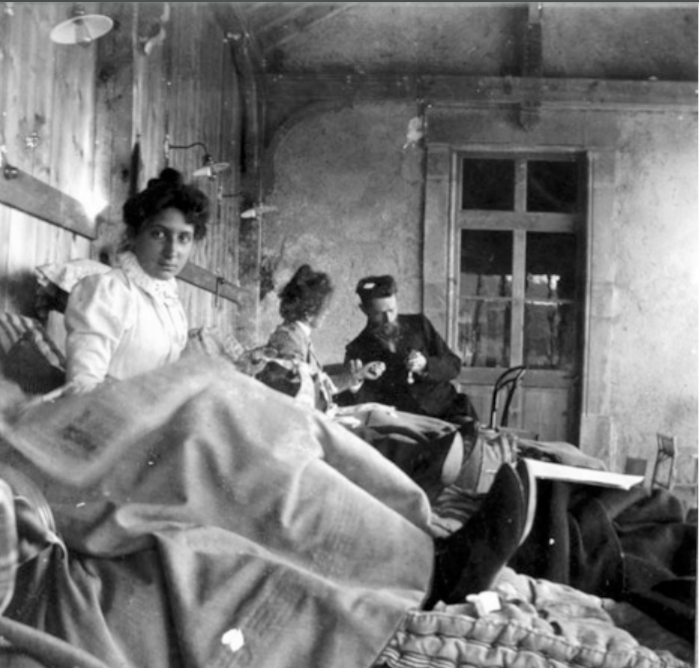
Stephani im Hotel du Parc

In Montana logierte er mit seinen Patienten in dem 1892 von den beiden Hoteliers Louis Antille (1853–1928) und Michel Zufferey (1850–1917) aus Siders eröffneten Hotel du Parc. Das einsame Hotel lag am Waldrand in aussichtsreicher Lage auf 1500 m über der Nebelgrenze. Das Zusammenleben zwischen den Patienten von Stephani und den Touristen im Hotel du Parc erwies sich jedoch als problematisch, weil die Tuberkulose ansteckend war. Deshalb suchte Stephani eine Einrichtung nur für Tuberkulosepatienten.
Stephani initiierte die meisten seiner Sanatorien in der damaligen Gemeinde Randogne, wobei der jedoch jeweils die Adresse der Nachbargemeinde Montana (Montana-Dorf) angab, weil dieser Name wegen des gleichnamigen Bundesstaates in den Vereinigten Staaten international bekannt war. Sein medizinisches Vorbild war die medizinisch überwachte Luftkur von Henri Burnier, die von den deutschen Lungenärzten ausging. Er hatte in Leysin erlebt wie schwierig es war, ein Sanatorium zu organisieren, als in den Anfängen der Luftkur, die Patienten machten, was sie wollten. Mit streng geregelten Zeitplänen und einer täglichen medizinischen Kontrolle. Die verordnete und überwachte Ruhe, charakteristisch für die Liegekur, wurde von den Ärzten Peter Dettweiler oder Karl Turban empfohlen.
1899 wurde das «Sanatorium der Genfer Société du Sanatorium de Beauregard» mit 80 Betten eingeweiht mit Stephani als dessen Verwalter. Das «Sanatorium Beauregard» war zusammen mit dem «Hôtel du Parc» die wichtigste Einrichtung des aufstrebenden Kurorts. Stephani war ab 1905 Gründungsmitglied des Verkehrsvereins von Montana und dessen Präsident bis zum Zweiten Weltkrieg. Schwierigkeiten bei der Verwaltung des Beauregard veranlassten Stephani zum Rücktritt und wegen finanziellen Schwierigkeiten musste das Sanatorium wieder aufgegeben werden. Es wurde 1904 als «Hôtel Palace-Bellevue» von einer englischen Firma übernommen. Seit 1947 ist dort die Berner Klinik.
Stephanis meteorologische Aufzeichnungen gaben auch dem Initiativkomitee für den Bau des „Sanatoriums Populaire Genevois de Clairmont-sur-Sierre“ (Clairmont) in Montana Impulse, das 1903 eröffnet wurde.

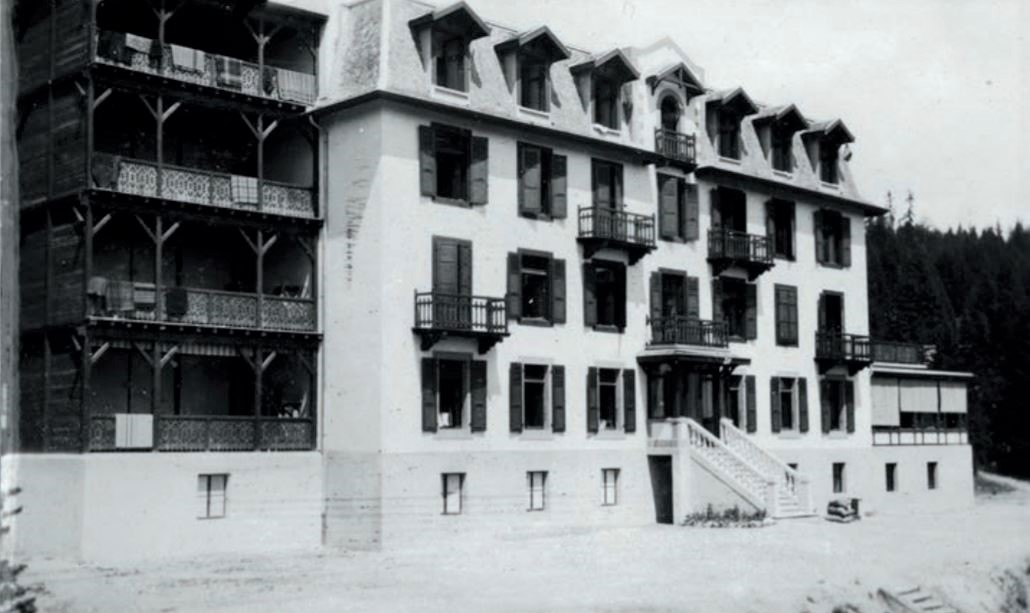
Sanatorium Stephani 1904

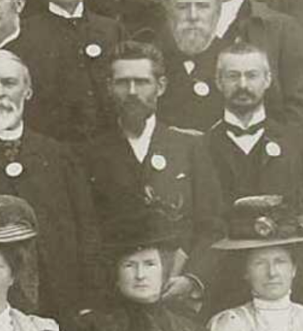
Ärztekongress 1908 in Genf

Das dritte Gebäude, das auf Initiative von Stephani um 1900 errichtet wurde, wurde sein eigenes «Sanatorium Stephai». Das Gebäude befand sich in der Nähe des Grenon Sees, im Zentrum von Montana, während das Beauregard und das Clairmont weiter vom Zentrum des Resorts entfernt waren. Es hatte eine monumentale Treppe und Behandlungsgalerien aus Holz. Wegen der Rezession ging 1939 Stephani bankrott und fast alle Hotels mussten geschlossen werden. Das Sanatorium wurde von der Schweizer Armee zur Lagerung ihrer Ausrüstung requiriert. Stephani war immer sehr mit der Armee verbunden und engagierte sich auch bei der Pflege der kranken Internierten des Ersten Weltkriegs. Sein Sanatorium wurde von der belgischen Stiftung Launoit gekauft und zu Belgica umbenannt. 1976 wurde dort das Walliser Salzwasserschwimmbad «Valaisia» des Ferienvereins.
1938 baute er für seine Familie ein Haus unterhalb des Sanatoriums und neben der Kirche von Montana. Stephani war damals der einzige Arzt in der Region bis nach Siders. Von seinen zwei Kollegen praktizierte der eine den ganzen Sommer in Zermatt und der andere kümmerte sich mehr um seinen Weinberg als um seine die Patienten. Stephani empfing trotz der Arbeit und den Sorgen, die ihm das Sanatorium bescherte, die Einheimischen in seiner Sprechstunde. Er machte Arztbesuche in den Dörfern von Icogne, Lens, Montana-Village, Randogne, Chermignon und Mollens sowie in Ayent, das auf der anderen Seite des Lienne-Tales und zwei Wegstunden entfernt war.
Trotz den Anstrengungen von Stephani und anderen erreichte der Luftkurort Crans-Montana nie die Grösse von Leysin. 1946 hatte Leysin 3500 Patienten in 80 Sanatorien während Crans-Montana rund 1200 Betten besass.
Weil es nur wenige schriftliche Aufzeichnungen über Théodore Stephani gibt, rekonstruierte die Historikerin Sylvie Doriot Galofaro sein Leben aufgrund seiner sechs Alben mit über 1200 Fotos.

## Auszeichnungen
- Für seine Verdienste bei der Pflege der in Montana internierten Soldaten erhielt er von Frankreich den Orden Ritter der Ehrenlegion.
- Von Belgien wurde er zum Ritter des Leopoldorden ernannt.